# Antal Szerb
Antal Szerb, född 1 maj 1901 i Budapest, död 27 januari 1945 i Balf, var en ungersk författare, litteraturvetare och -kritiker.
Szerb var son till en assimilerad judisk köpman, men döptes katolskt. Han studerade ungersk, tysk och engelsk filologi i Budapest och Graz, och bodde därefter periodvis i Frankrike, Italien och England innan han återvände till hemlandet. Mest känd blev Szerb som litteraturvetare och författare till A magyar irodalom története (1934) och A világirodalom története (1941), vida uppmärksammade historiker över Ungerns respektive resten av världens litteraturer. Som litteraturkritker bidrog han till populariseringen av modern västeuropeisk litteratur i Ungern. Hans skönlitterära produktion omfattar såväl noveller som romaner, bland vilka märks thrillern Legenden Pendragon (A Pendragon-legenda, 1934) och den historiska romanen A királyné nyaklánca (1943), förlagd till det pre-revolutionära Frankrike. På grund av sin judiska bakgrund avskedades Szerb i början av fyrtiotalet från sin professur vid Szegeds universitet. Han mördades i ett arbetsläger i januari 1945 och begravdes i en massgrav.

## Utgivet på svenska
- Szerb, Antal; Fahlström Susanna (2010). Legenden Pendragon. Stockholm: Sivart. Libris 11737869. ISBN 978-91-85705-34-4
- Szerb, Antal; Ortman Maria (2015). Resa i månljus. Malmö: Nilsson. Libris 17835079. ISBN 9789188155009
- Szerb, Antal; Ortman Maria (2016). Det tredje tornet: en resa i Italien 1936. Malmö: Nilsson. Libris 18081534. ISBN 9789188155047